# Ashmolean Museum
L'Ashmolean Museum, situé à Oxford (Grande-Bretagne) et institué en 1683, est le deuxième plus ancien musée universitaire du monde (après le Kunstmuseum de Bâle, en Suisse), dont l'architecte principal est Charles Robert Cockerell.
Le musée a rouvert en 2009 après un grand redéveloppement subventionné par l'apport de 61 millions de livres sterling du Heritage Lottery Fund (en).

## Histoire
Le premier bâtiment, situé à Broad Street, est inauguré le 24 mai 1683, après cinq ans de travaux, pour abriter les collections données par Elias Ashmole à l'université d'Oxford : monnaies antiques, livres, gravures, spécimens géologiques et zoologiques, parmi lesquels le corps empaillé du dernier dodo que l'Europe ait connu. Le naturaliste Robert Plot est son premier directeur.
Par la suite, les collections changent de site et l'édifice est utilisé par l'équipe de l'Oxford English Dictionary. Depuis 1935, le bâtiment abrite un musée d'histoire des sciences. Il accueille notamment les instruments scientifiques donnés par Lewis Evans à l'université d'Oxford, parmi lesquels la plus grande collection d'astrolabes au monde. Le bâtiment actuel de l'Ashmolean date de 1845. Situé à Beaumont Street, c'est l'œuvre de Charles Cockerell qui l'a dessiné dans un style néoclassique.

## Collections
Le musée principal comprend la donation originelle d'Elias Ashmole mais aussi de vastes collections archéologiques et artistiques. Grâce au legs de Sir Arthur Evans, le département d'archéologie possède aussi une large gamme de céramiques minoennes et mycéniennes.

### Art occidental
- des dessins de Raphaël (la plus grande collection du monde), de Michel-Ange et de Léonard de Vinci ;
- des aquarelles de Turner ;
- des tableaux de Piero di Cosimo (Le Feu de forêt), de Paolo Uccello (L'Annonciation, La Chasse de nuit), du Maestro dei Baldraccani, de Titien (Vénus et Adonis, Portrait de Giacomo Doria), d'Antoine van Dyck (La Déposition de Croix, v. 1619), de John Constable, de Claude Lorrain (Paysage avec Ascagne abattant le cerf de Silvia), de Nicolas Poussin (Moïse exposé sur le Nil), de Camille Corot, de Camille Pissarro (quatorze toiles, dont Le Jardin des Tuileries), de Pablo Picasso et de Ludovic-Rodo Pissarro ;
- des sculptures du XXe siècle: Elisabeth Frink, Aristide Maillol, Henry Moore, Lucile Passavant, Ossip Zadkine.

Moyen Âge
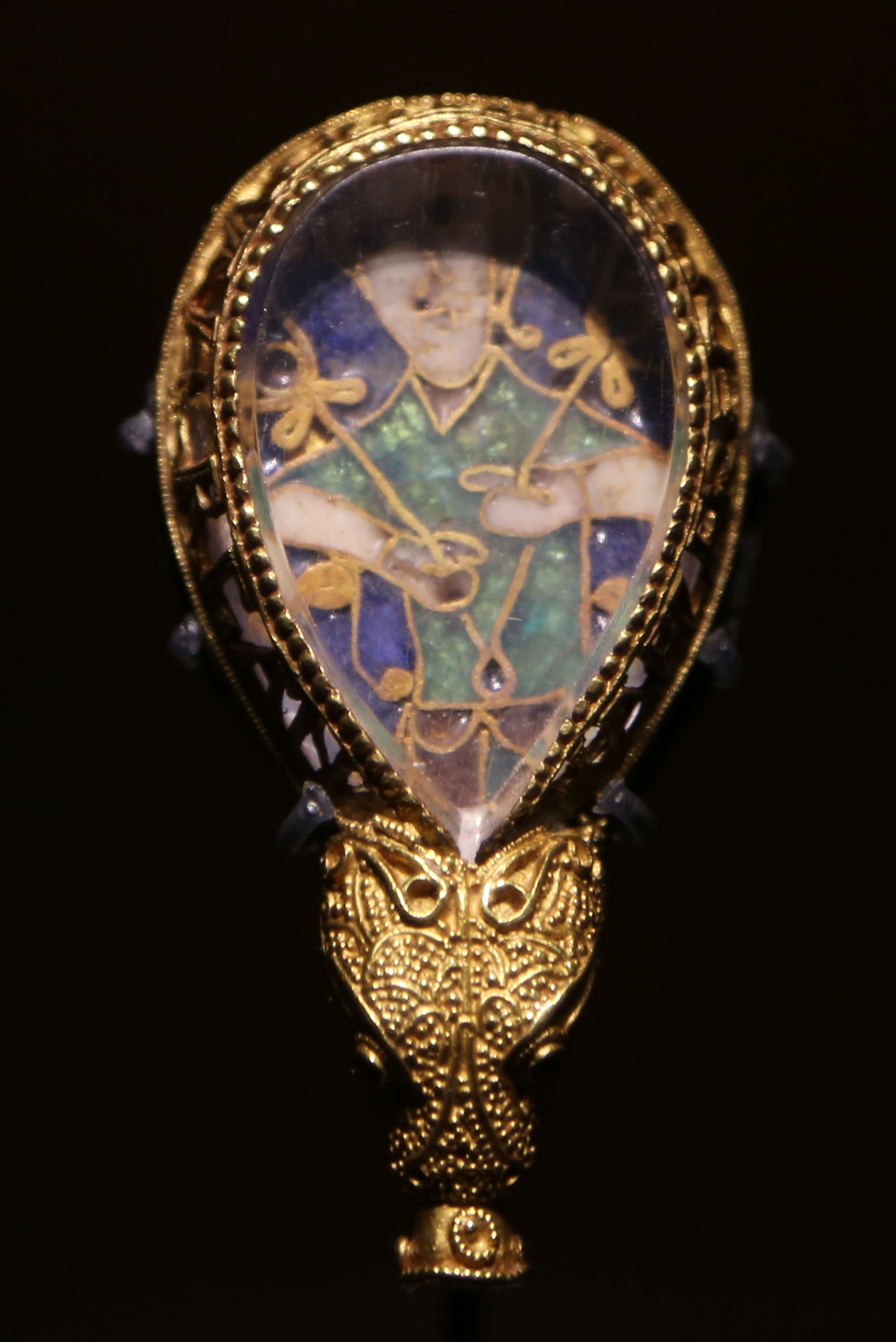
Le Joyau d'Alfred, IXe siècle
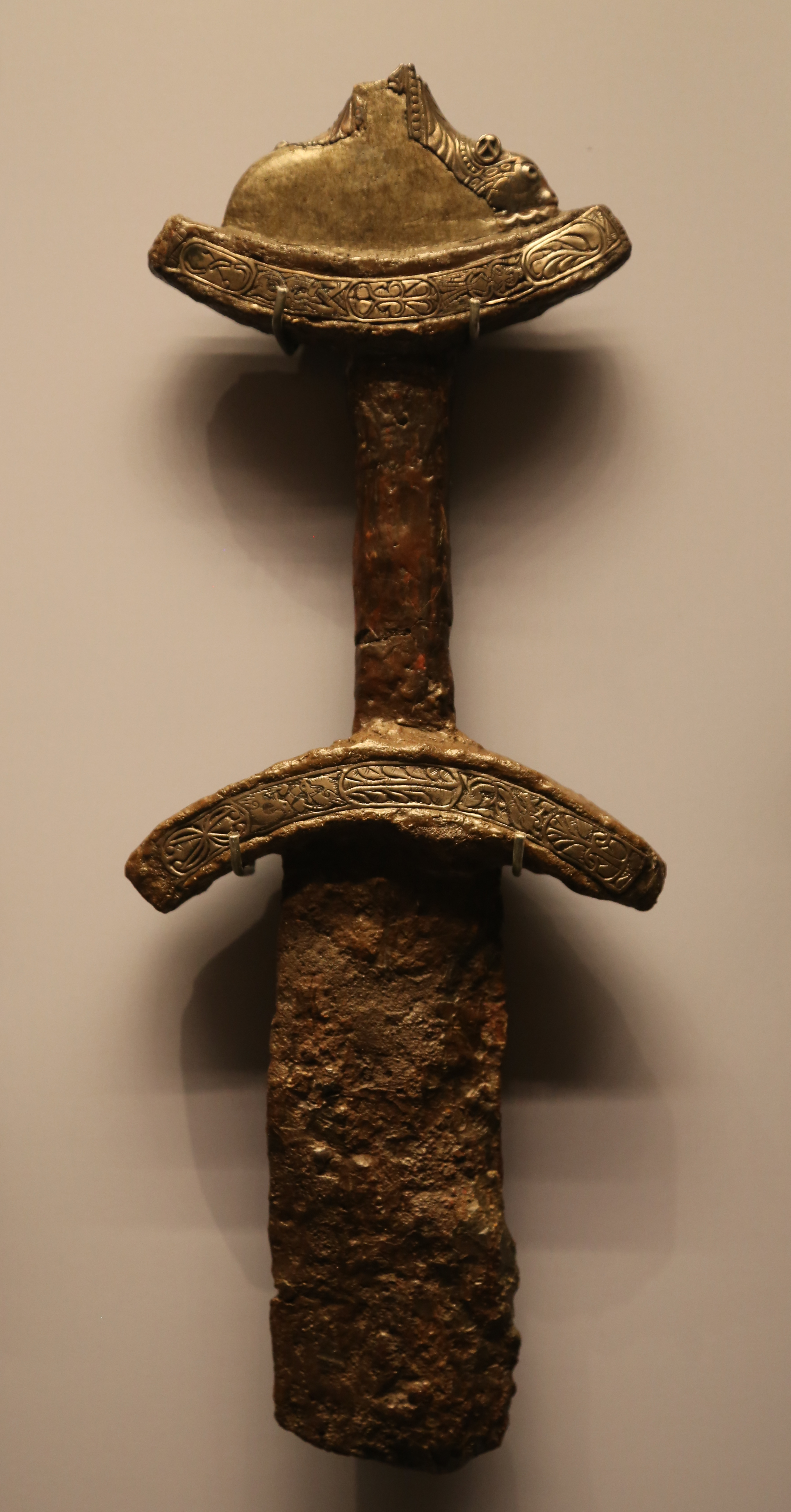
L'épée d'Abingdon, vers 900.
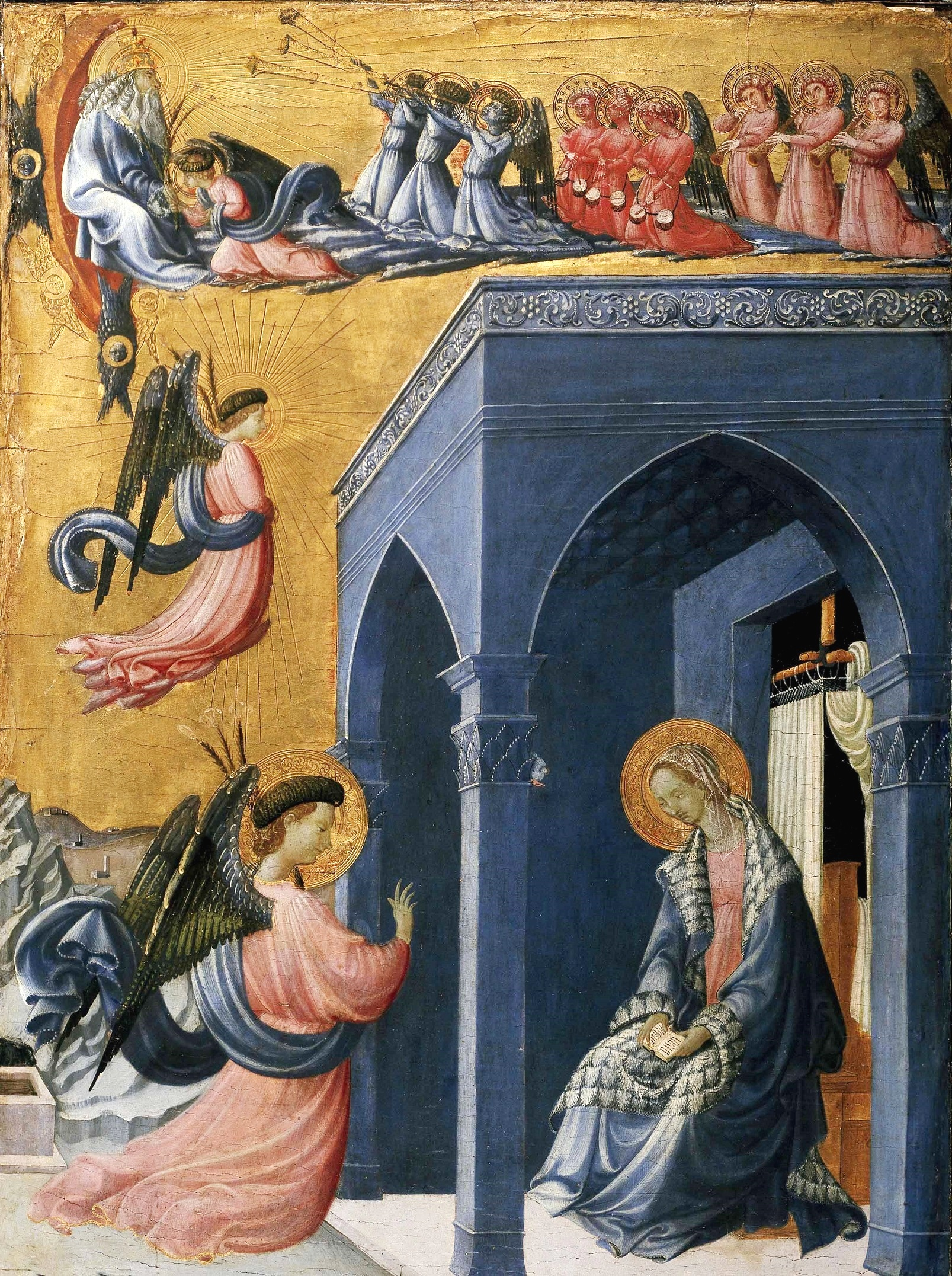
Paolo Uccello, L'Annonciation, 1420.

Renaissance
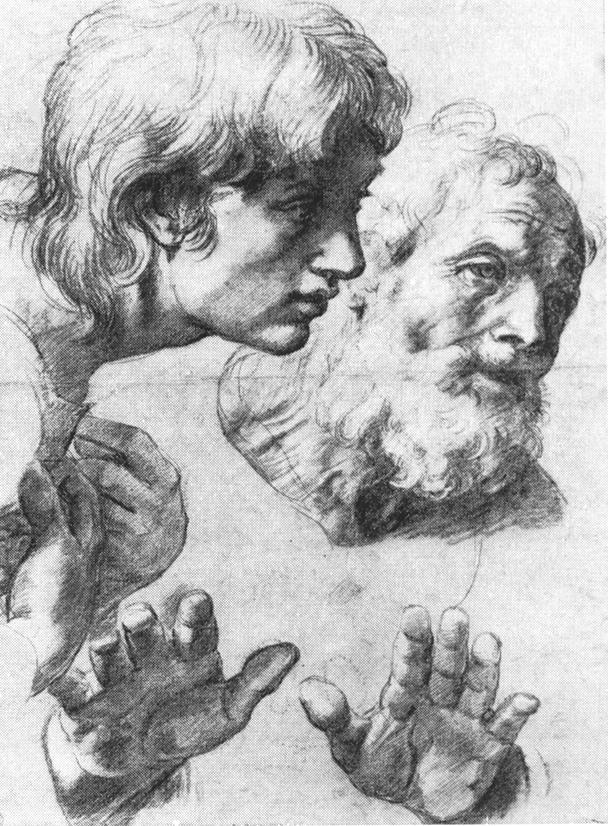
Raphaël, Étude pour la Transfiguration, 1520.
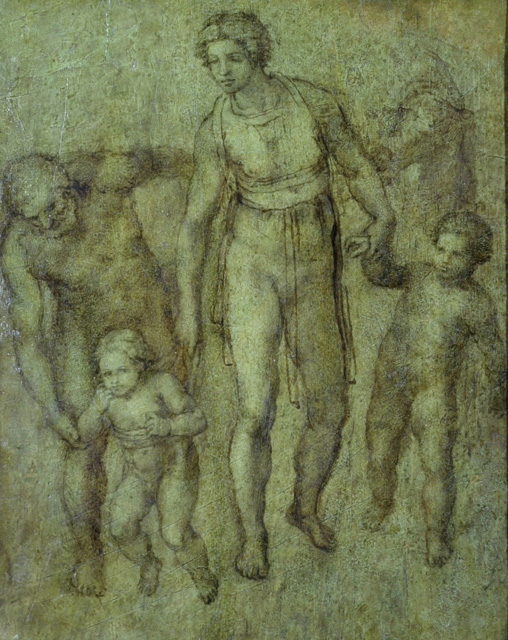
Michel-Ange, La Sainte Famille avec Saint-Jean-Baptiste, 1540.
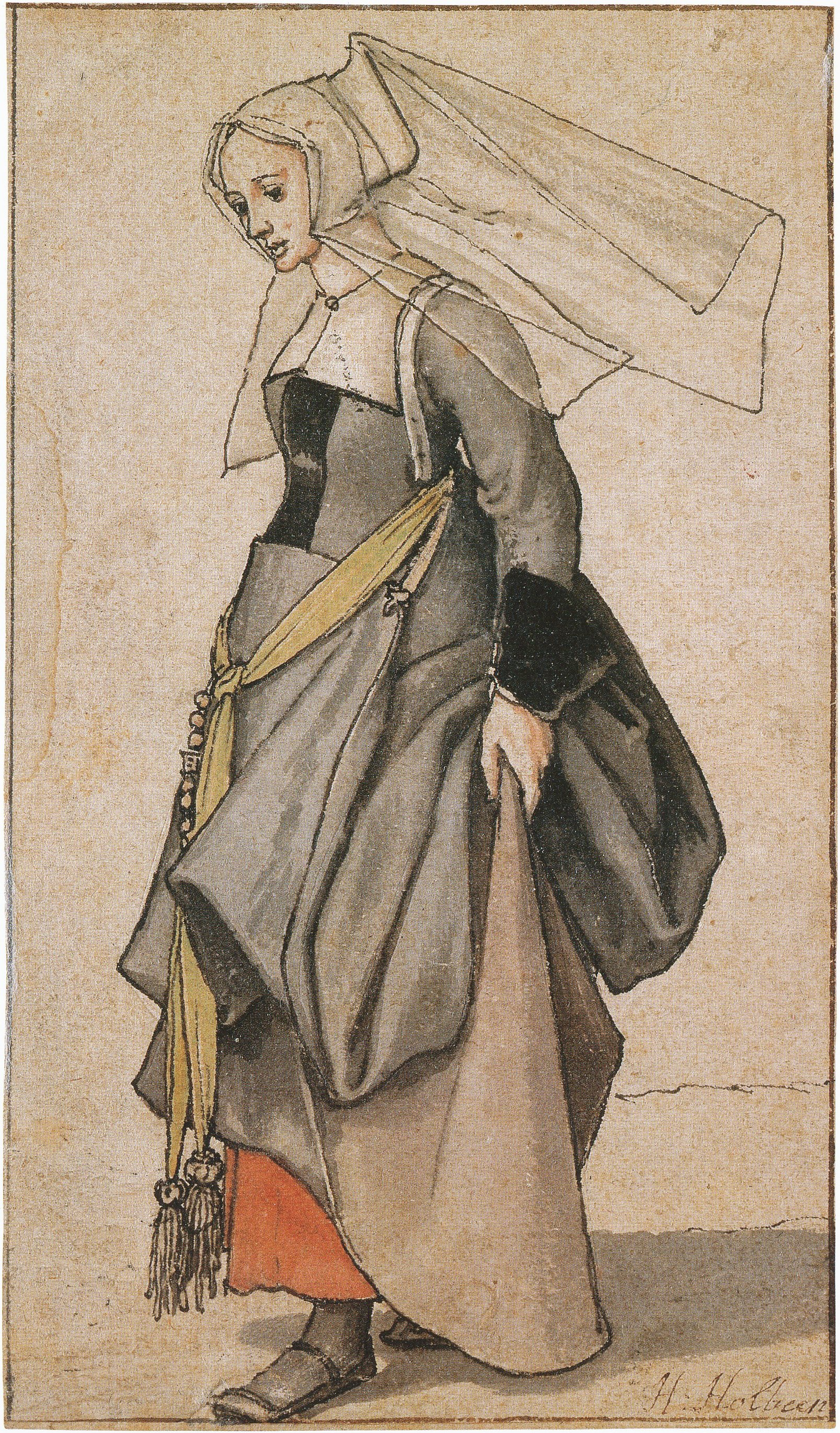
Hans Holbein le Jeune, Jeune Anglaise, vers 1530.
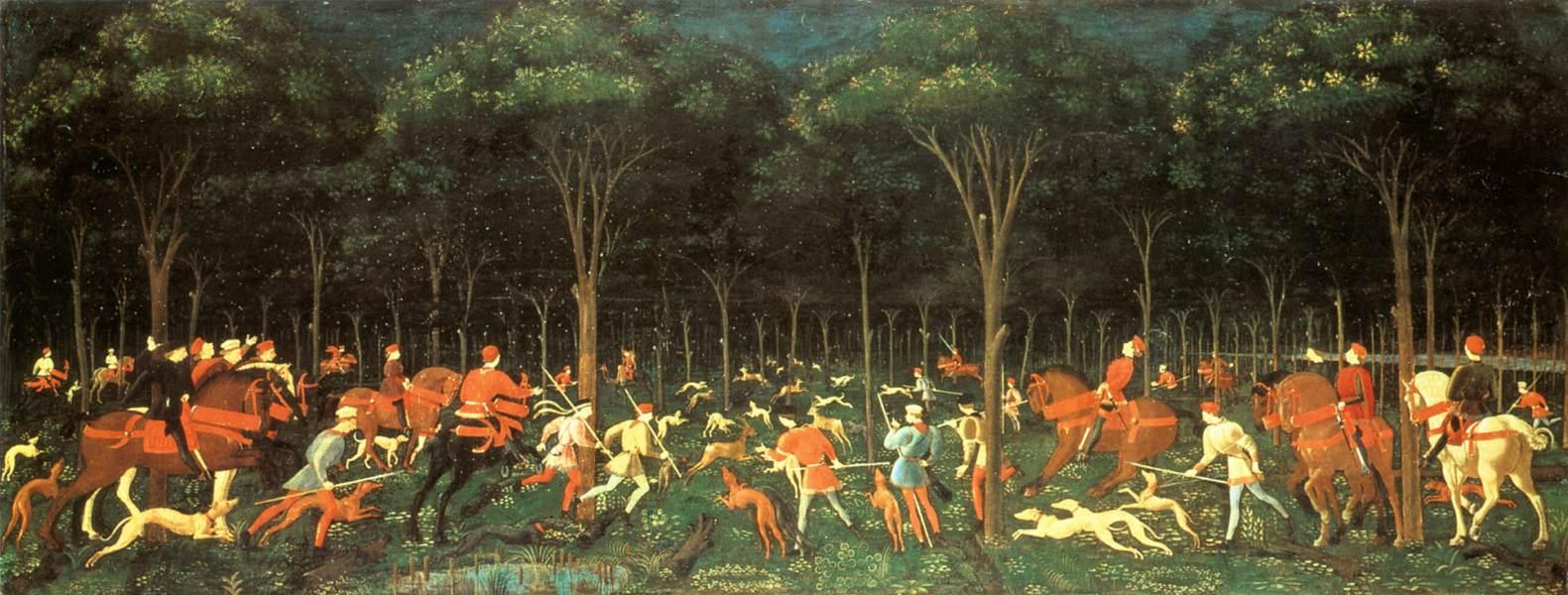
Uccello, La Chasse de nuit, 1470.
Piero di Cosimo, Le Feu de forêt, vers 1500.
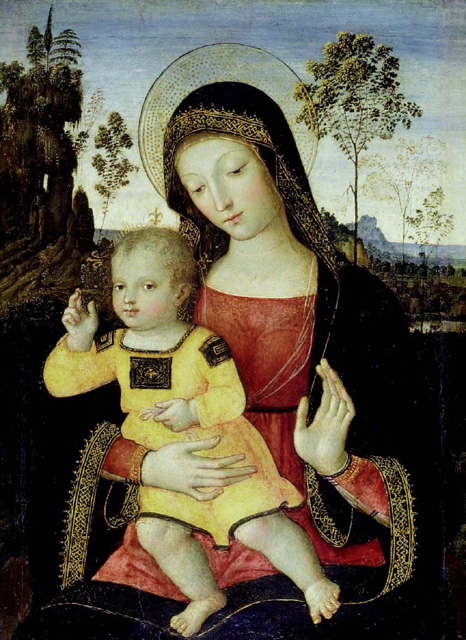
Pinturicchio, Vierge à l'enfant, vers 1500.
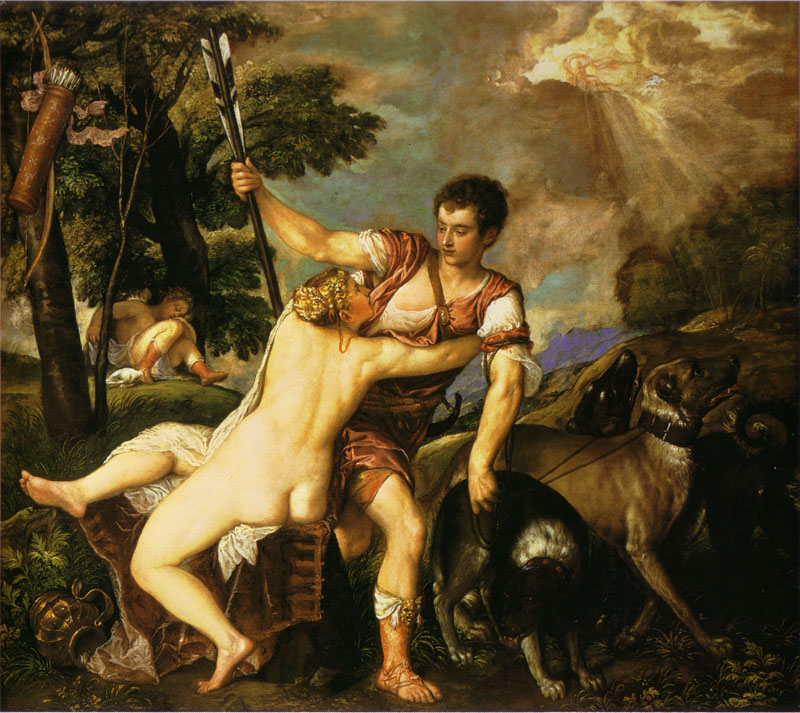
Titien, Vénus et Adonis, 1560.

- XVIIe et XVIIIe siècles

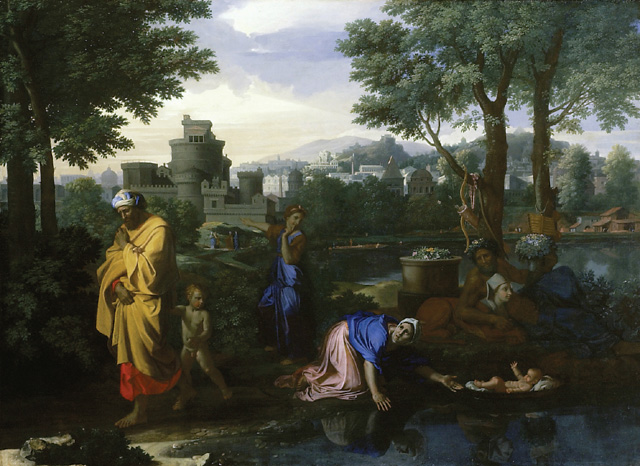
Nicolas Poussin, Moïse exposé sur les eaux, 1654.
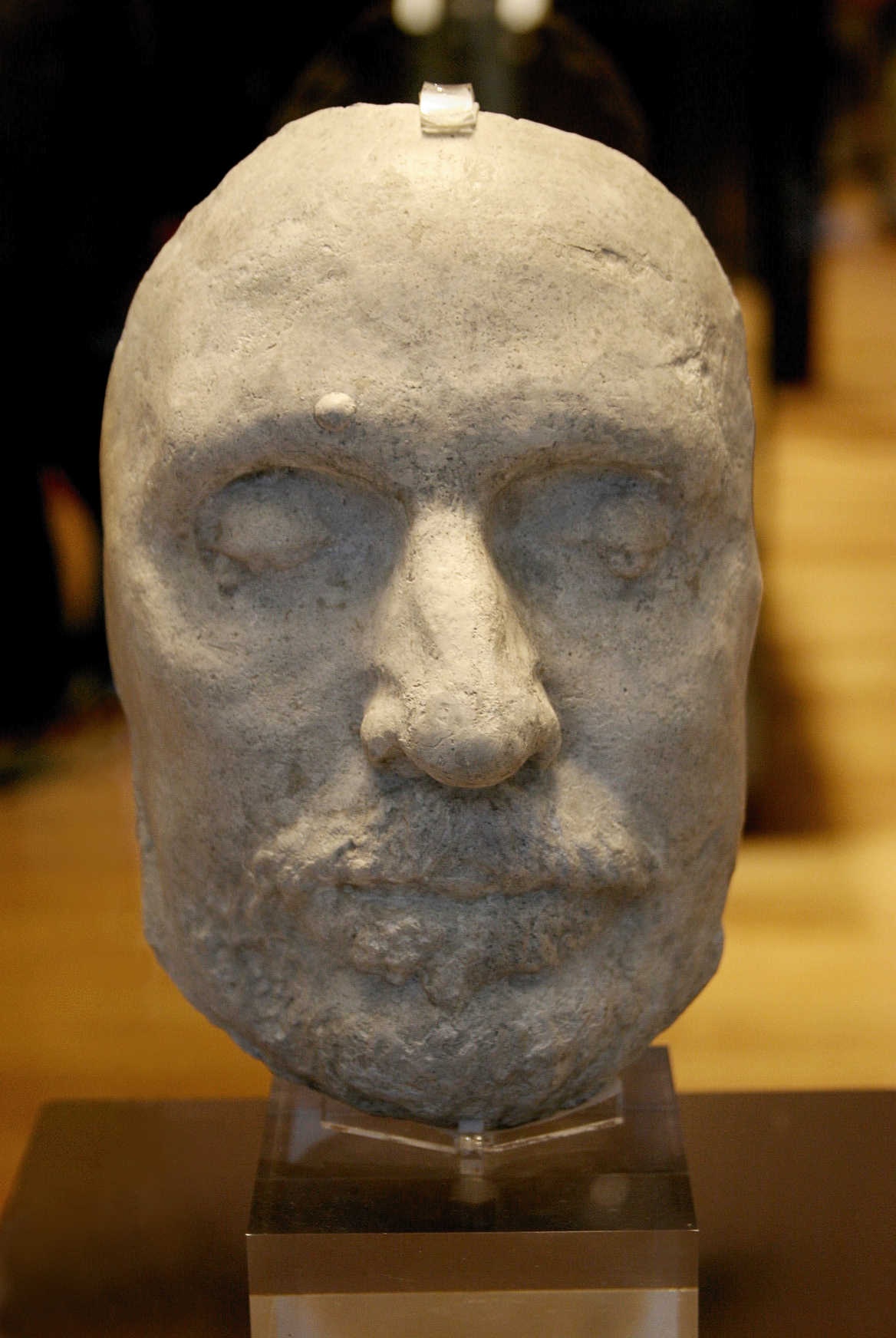
Masque mortuaire d'Oliver Cromwell, 1658.
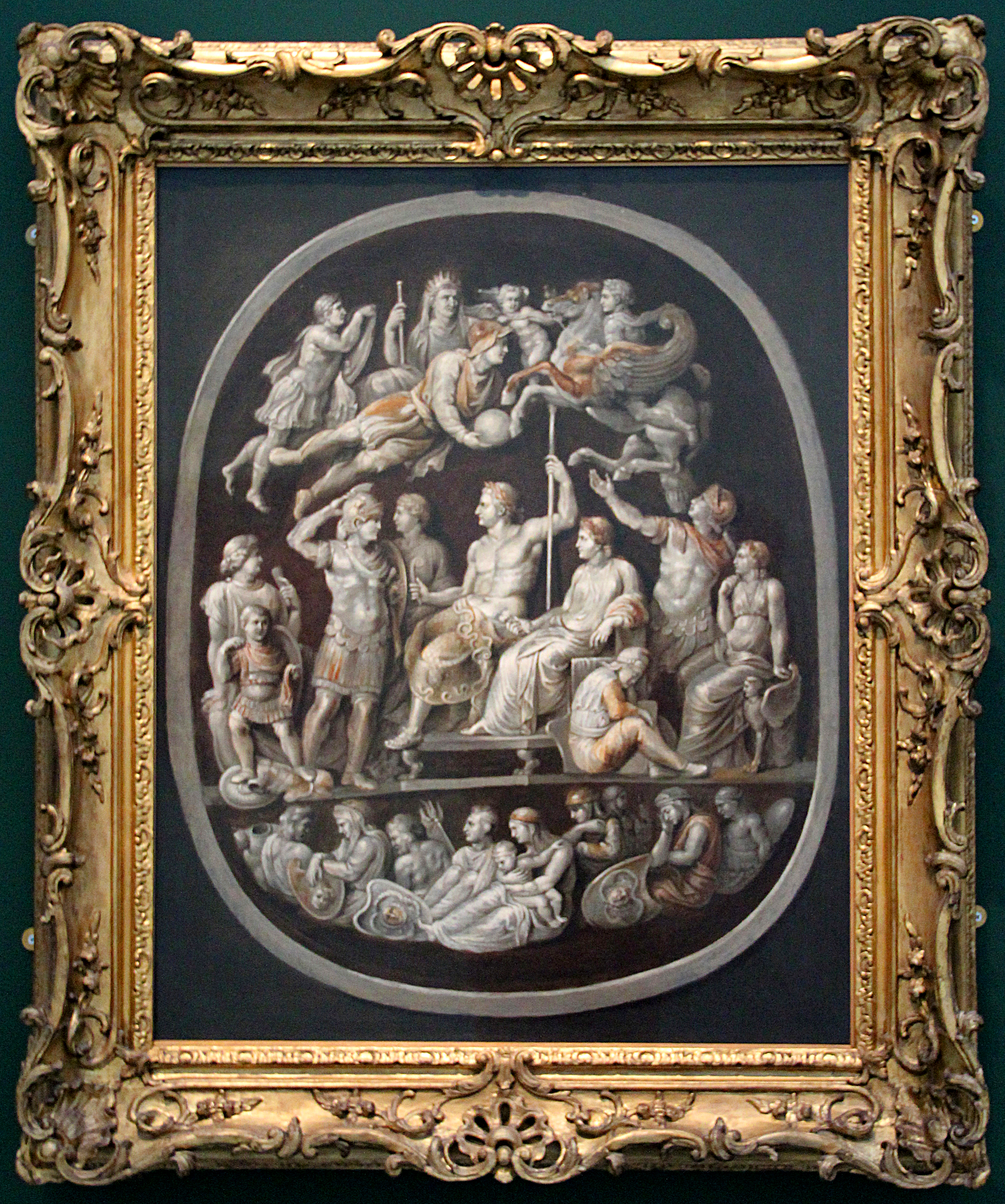
Peter Paul Rubens, Apothéose de Germanicus, copie d'un camée antique, 1626.
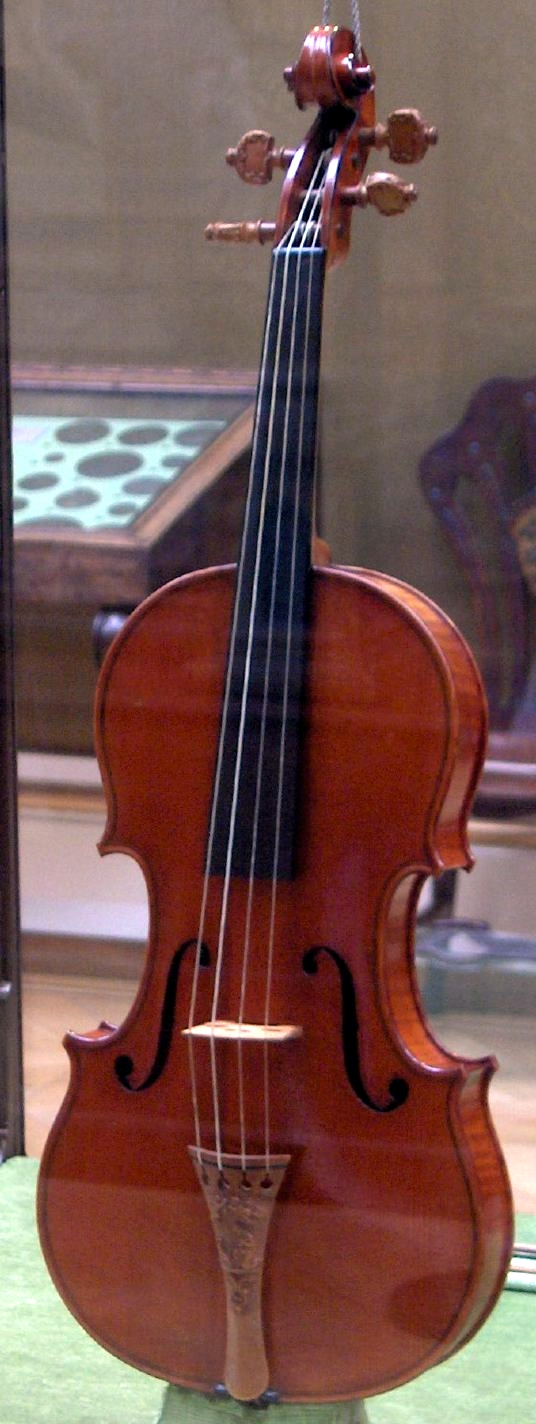
Le violon "Messie", de Stradivarius, 1716.

XIXe siècle
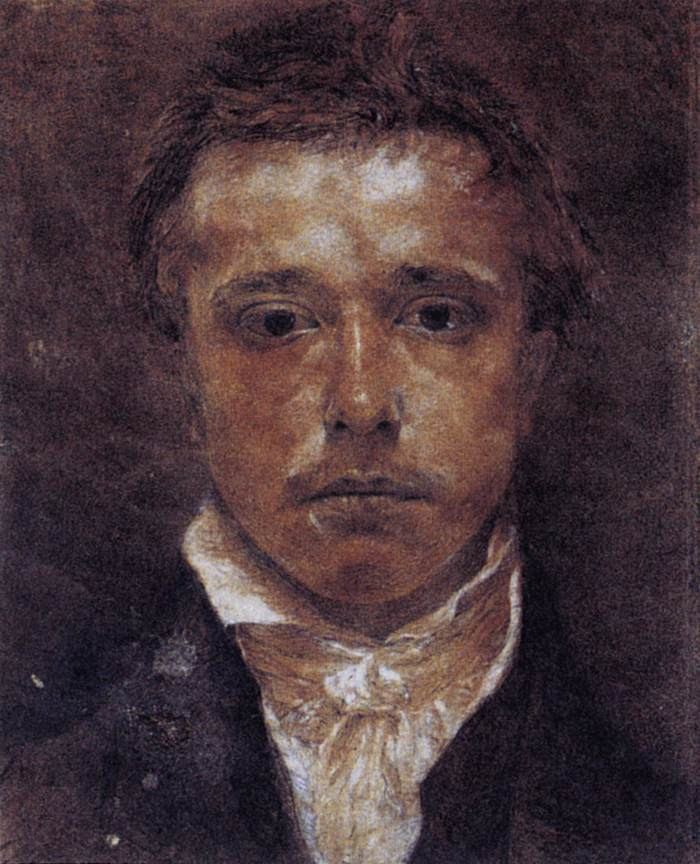
Autoportrait de Samuel Palmer, 1825.
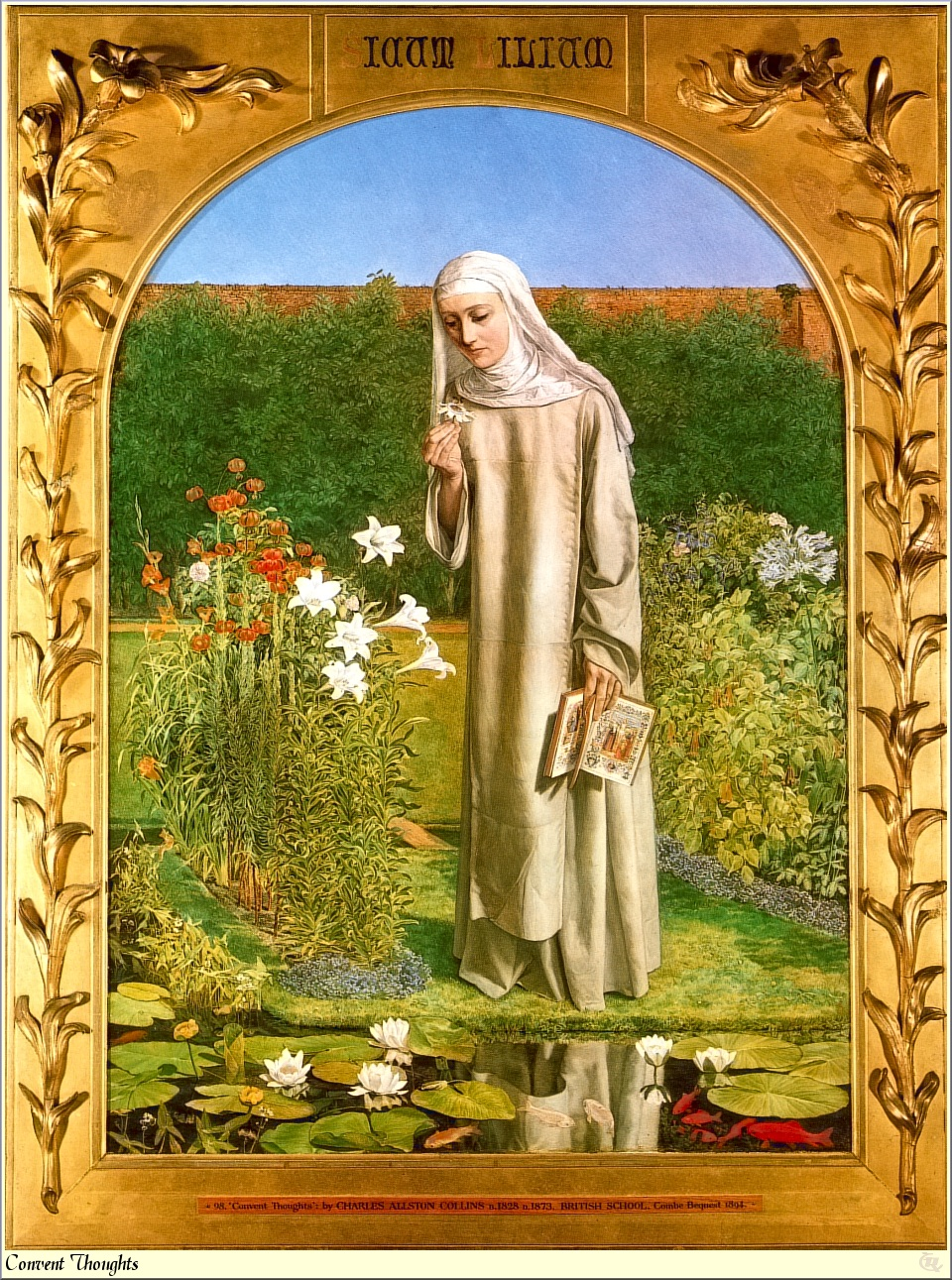
Charles Allston Collins, Pensées de couvent, 1850-1851.
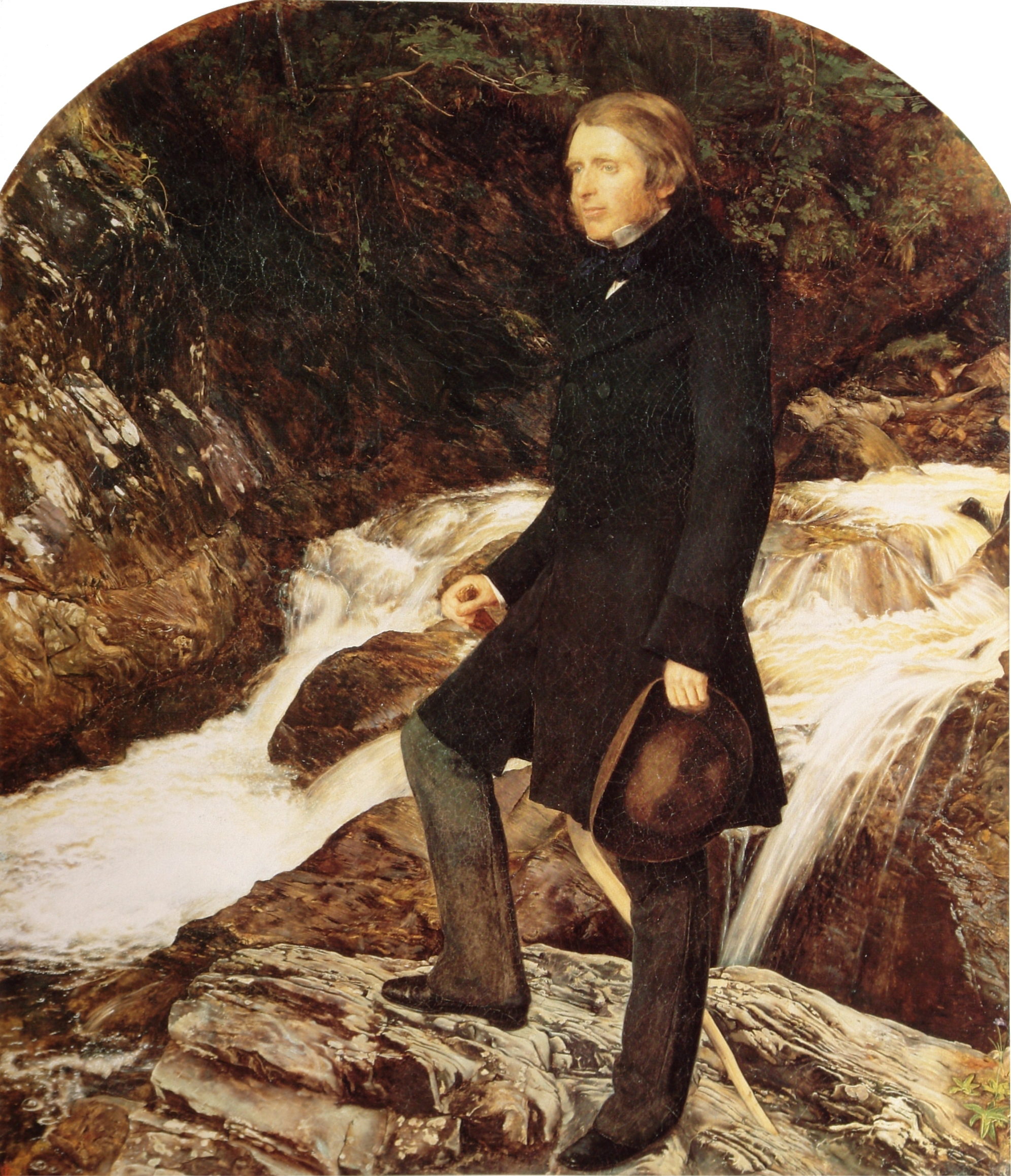
John Everett Millais, John Ruskin, 1853-1854.
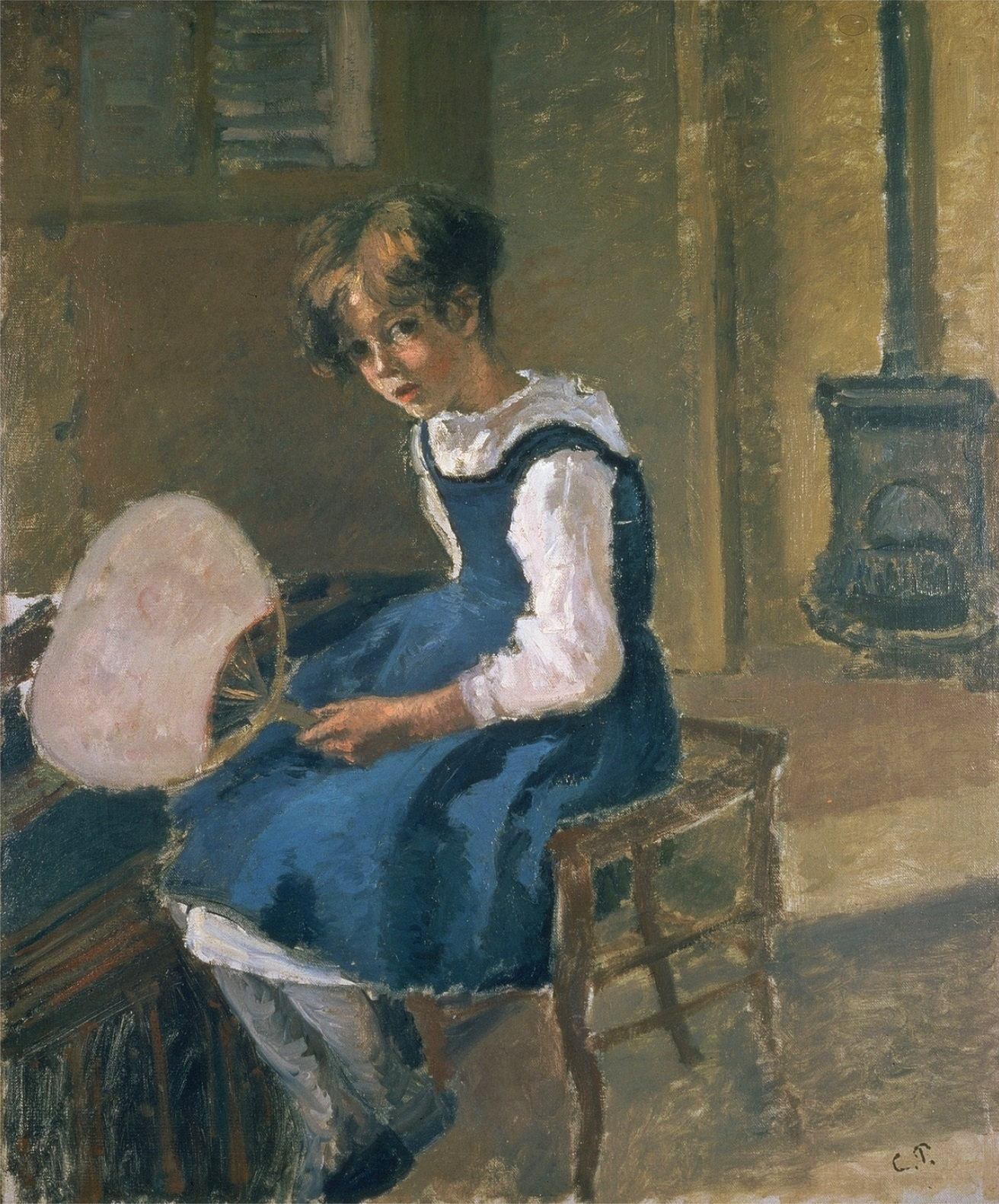
Camille Pissarro, Jeanne tenant un éventail, 1874.
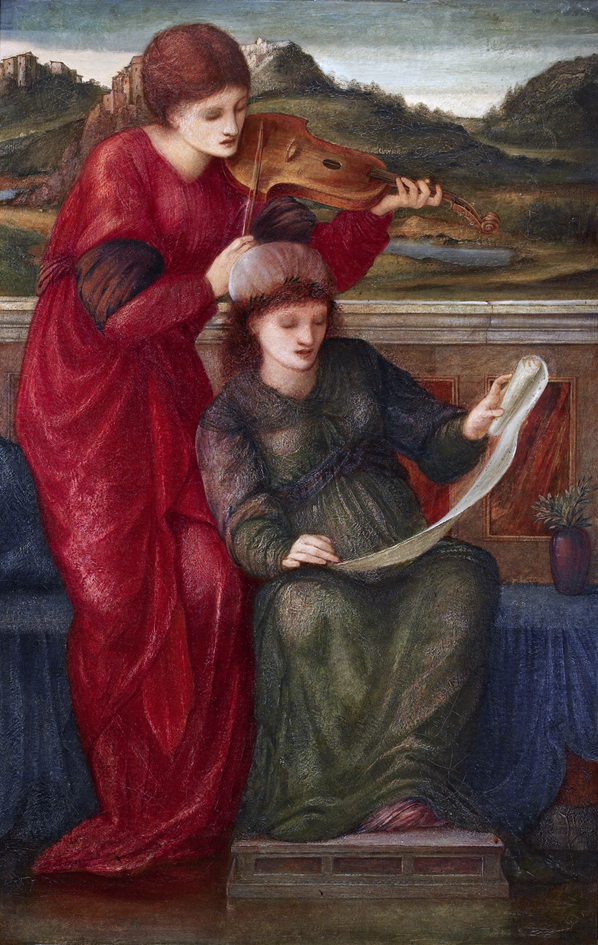
Edward Burne-Jones, Music, 1877.
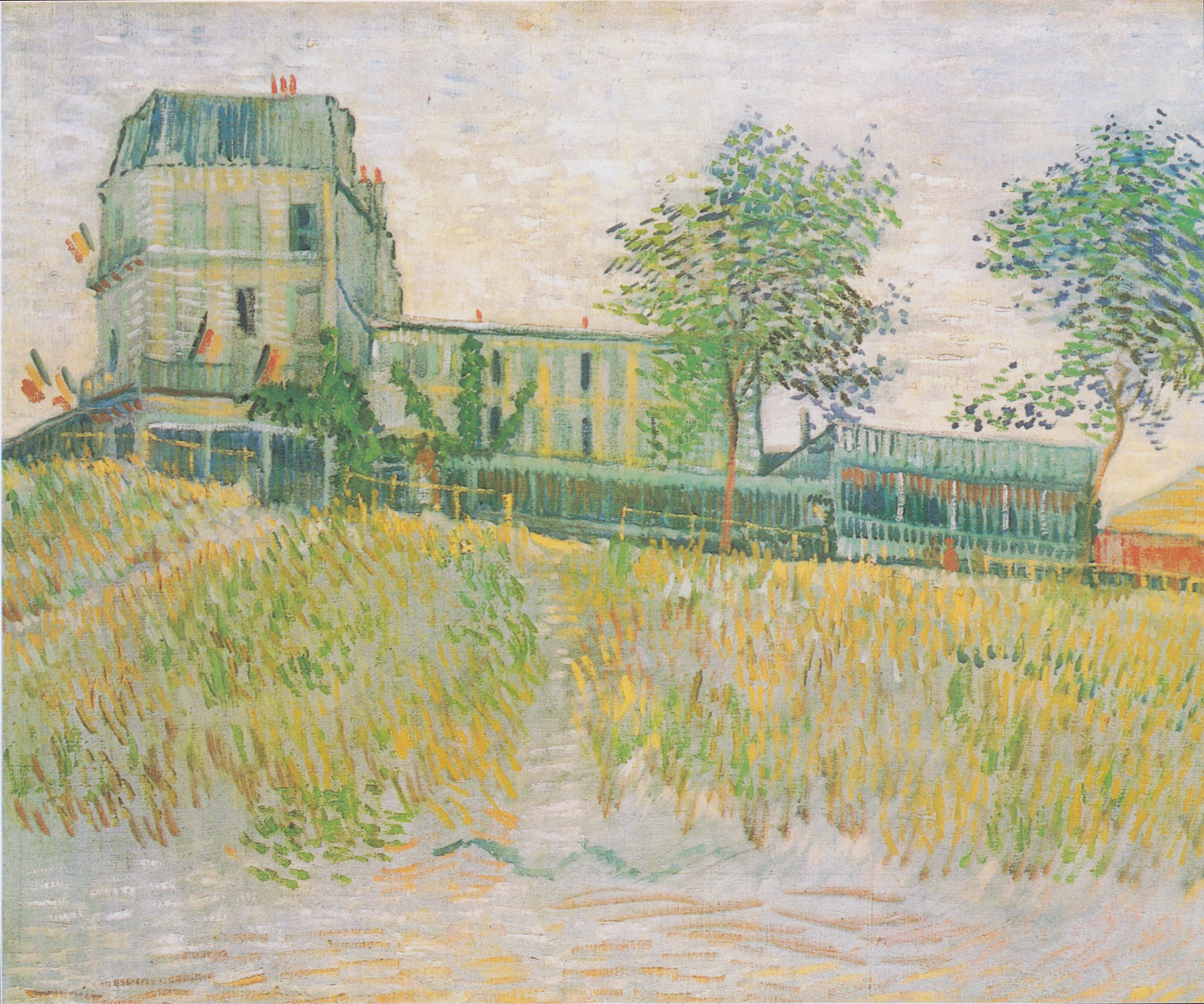
Vincent van Gogh, Restaurant de la Sirène, Asnières, 1887.

XXe siècle
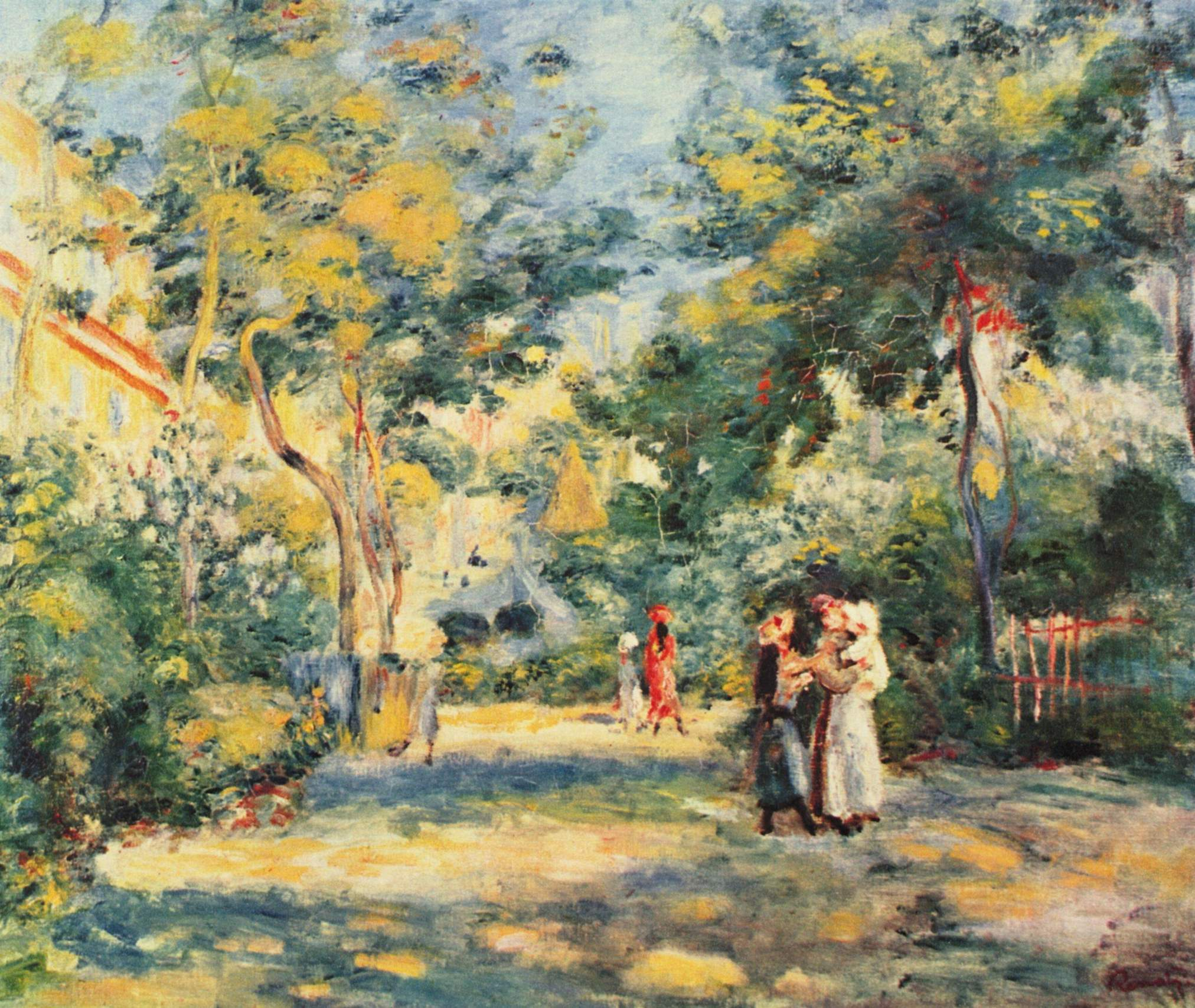
Pierre-Auguste Renoir, Un jardin à Montmartre, vers 1880.
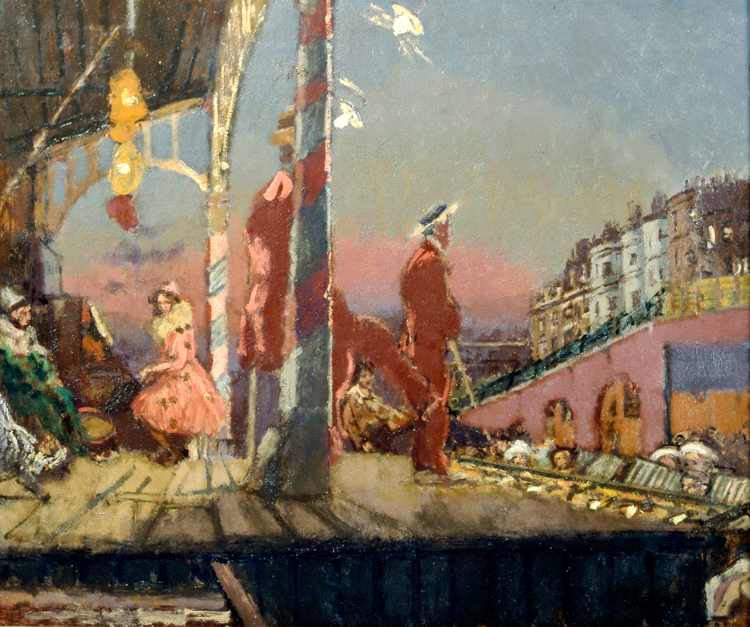
Walter Sickert, Les Pierrots de Brighton, 1915.

### Antiquité, Orient
- la Chronique de Paros, une table chronologique découverte sur l'île de Páros ;
- le masque mortuaire d'Olivier Cromwell ;
- des habits de cérémonie arabes portés par Lawrence d'Arabie

Mésopotamie, Égypte
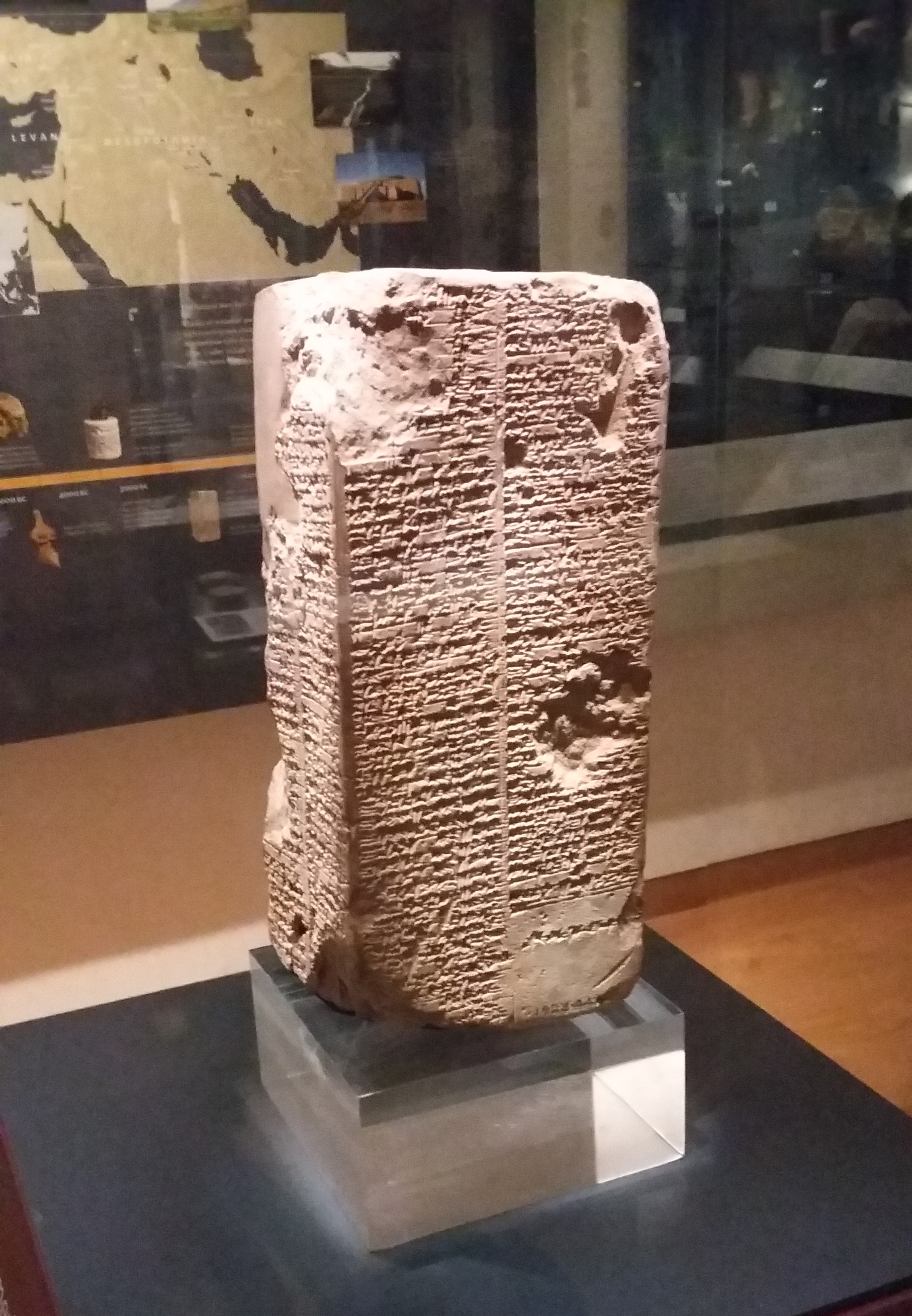
Liste royale sumérienne, vers -1800.
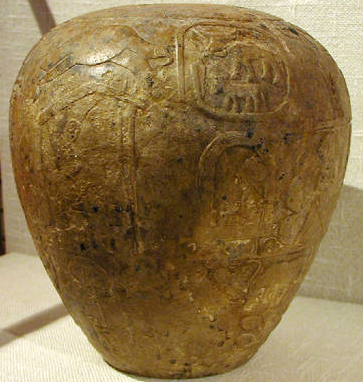
Massue de Narmer, vers -3100.
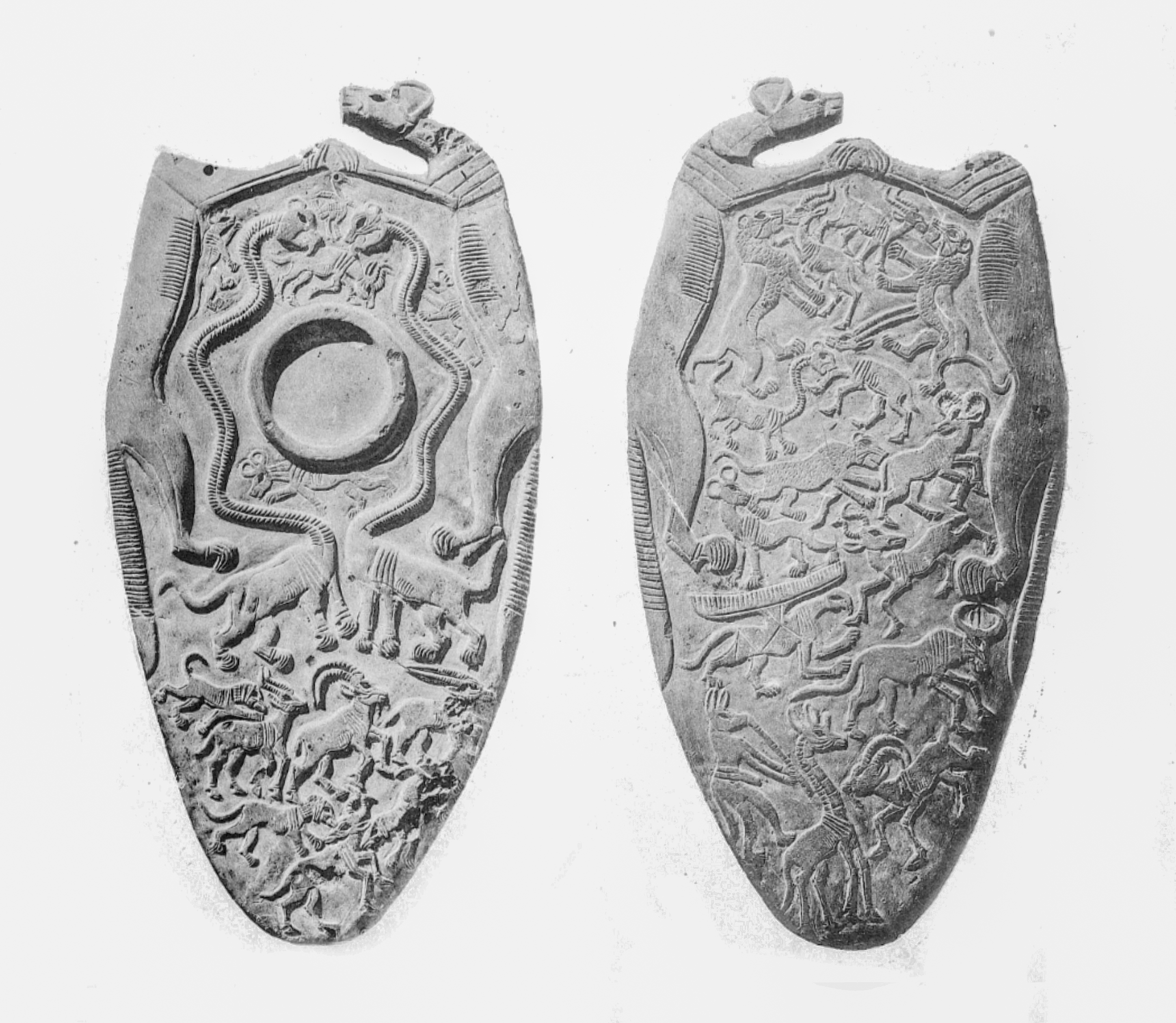
"Tablette aux deux chiens" Hiérakonpolis, époque prédynastique.
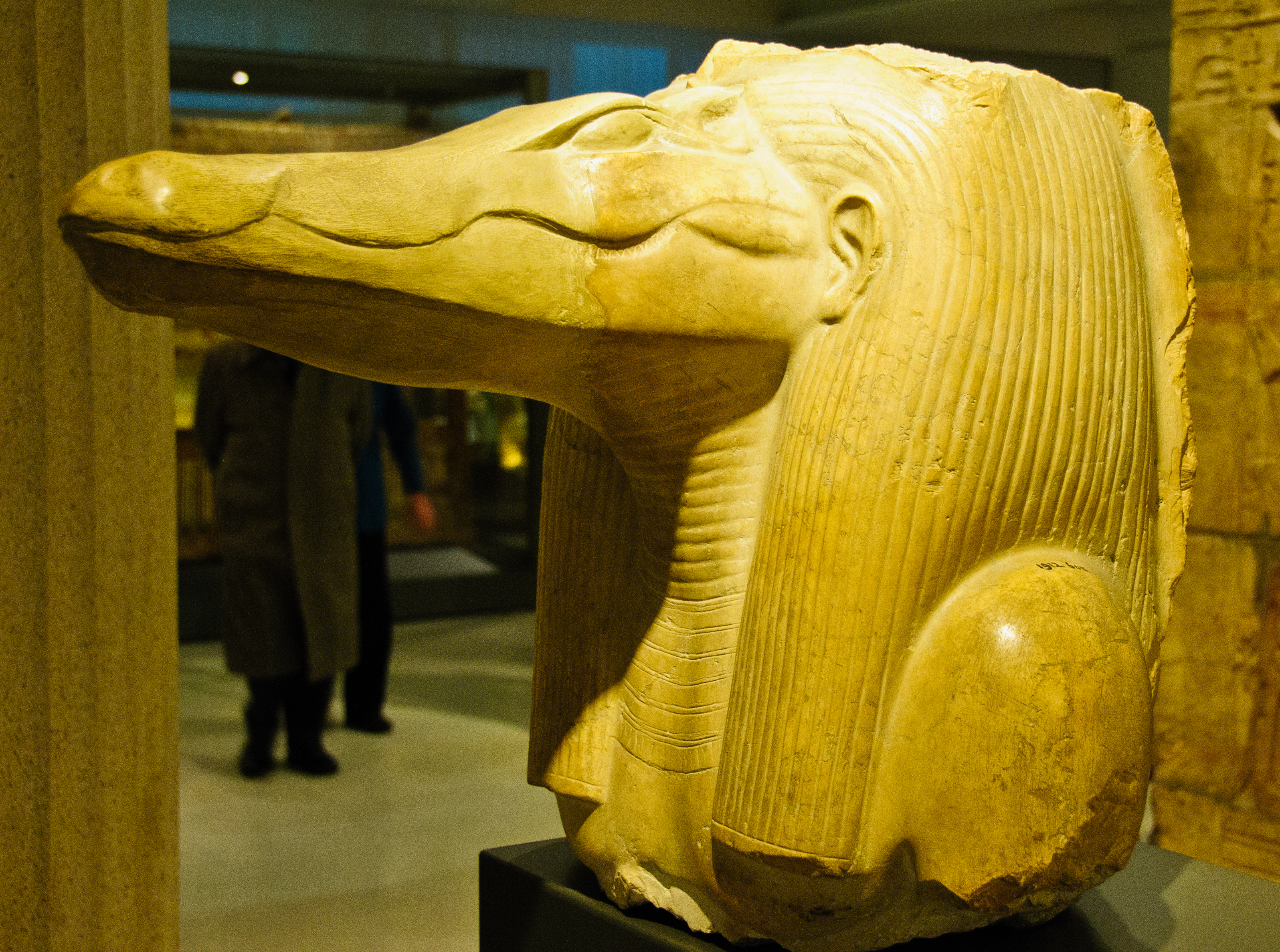
Statue de Sobek, dieu crocodile, temple d'Amenemhat III, vers -1797.

Grèce, Rome
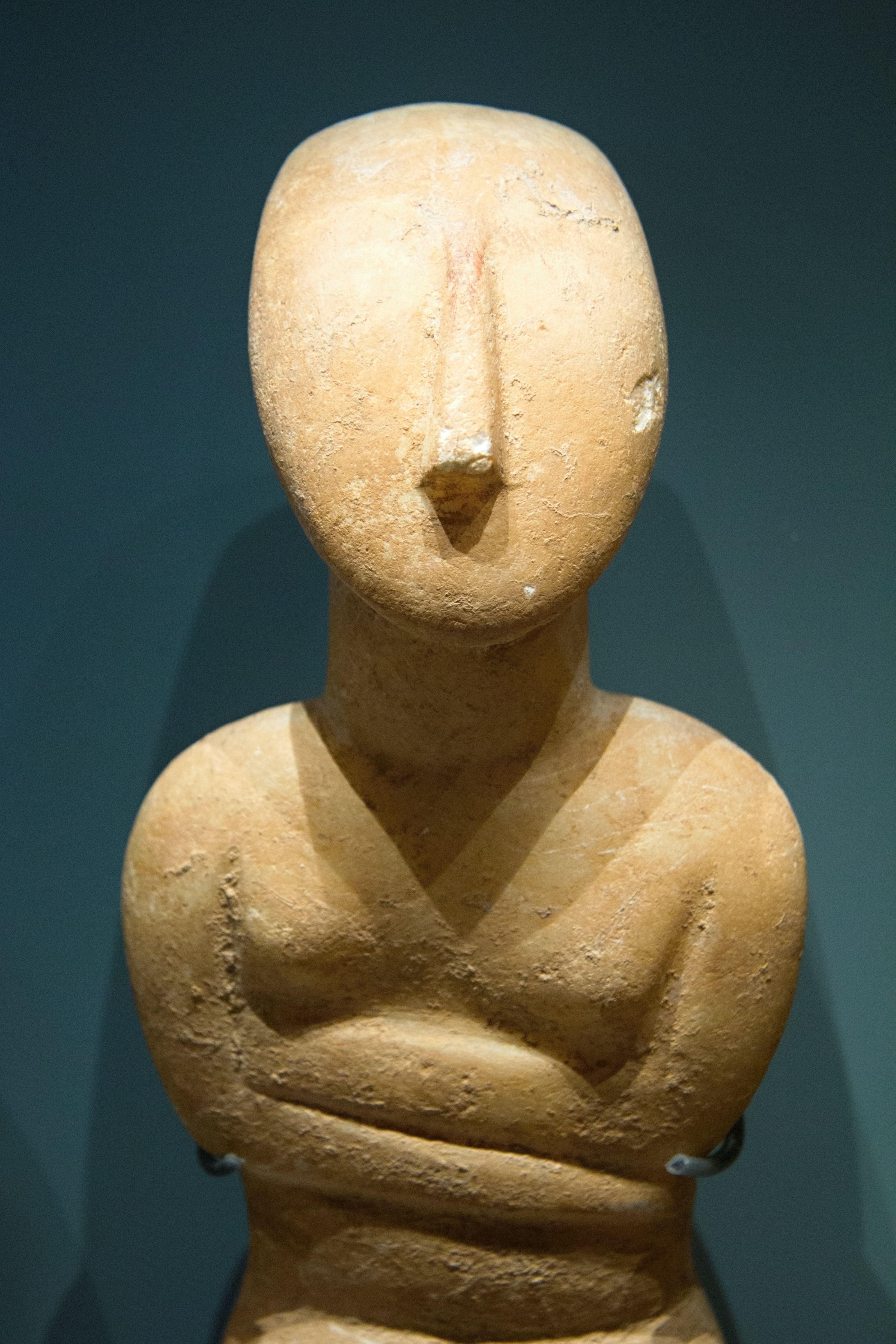
Art cycladique, -2800/–2300.
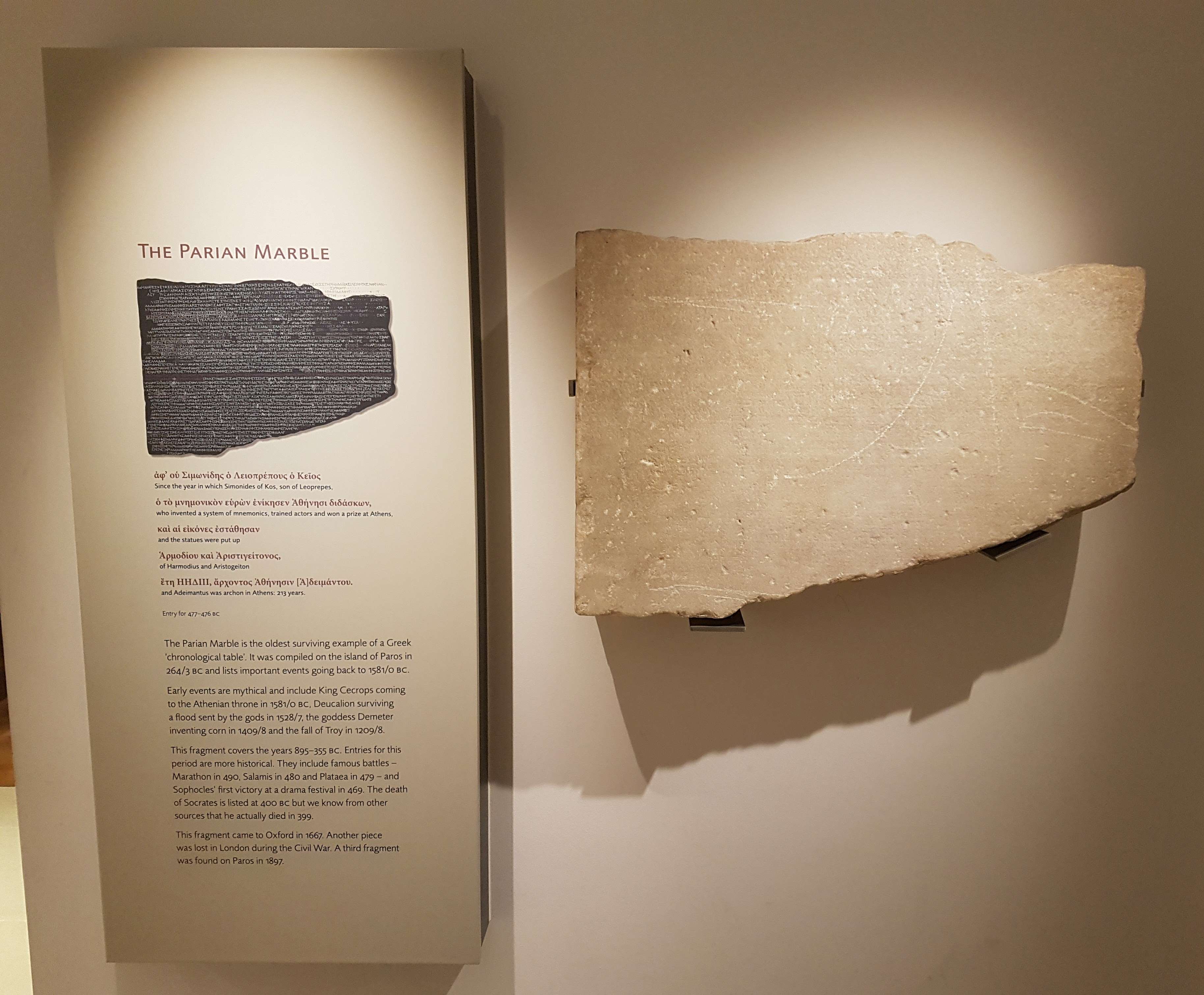
Chronique de Paros, -264/3.
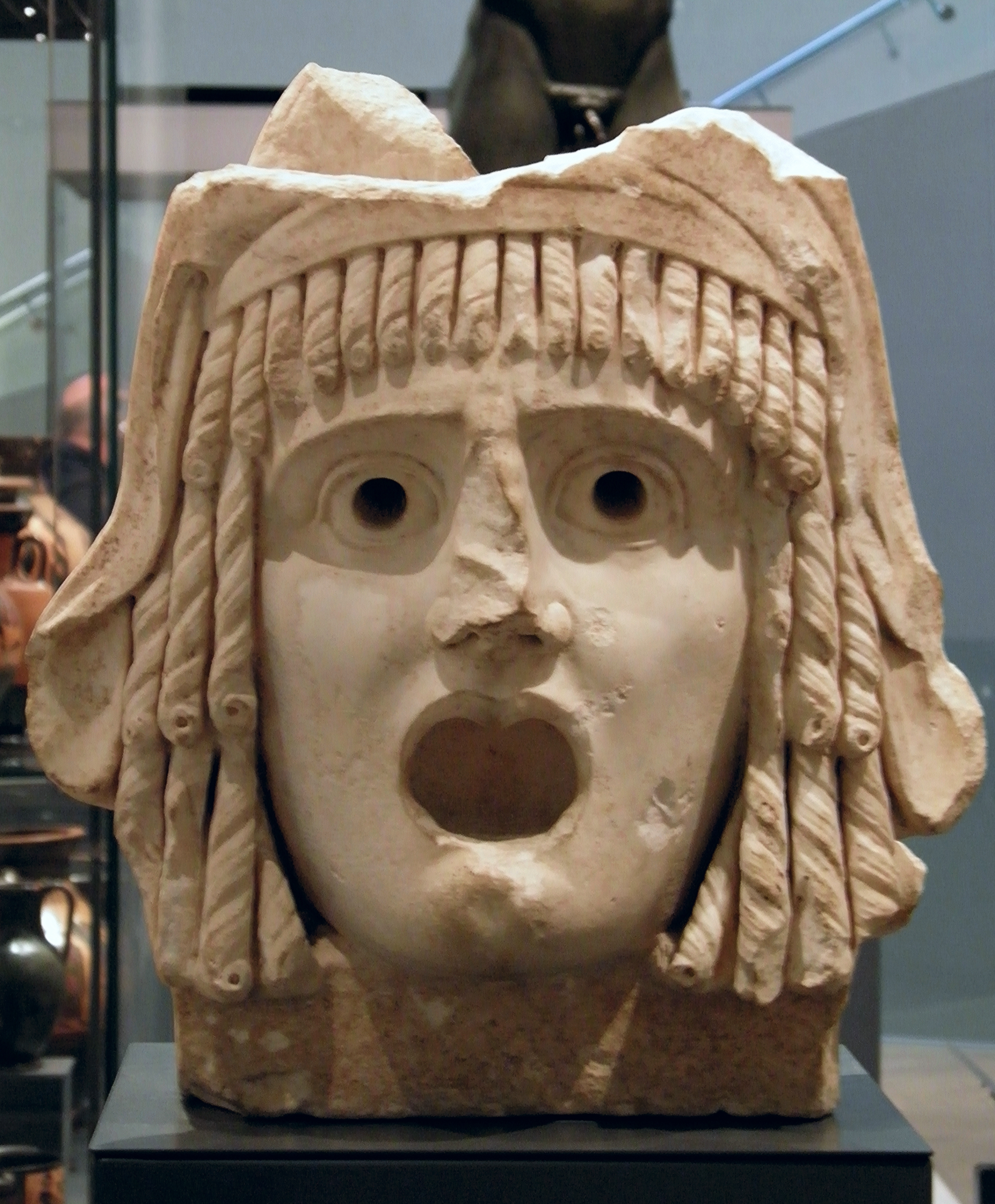
Masque tragique. Grèce, -100/+100.
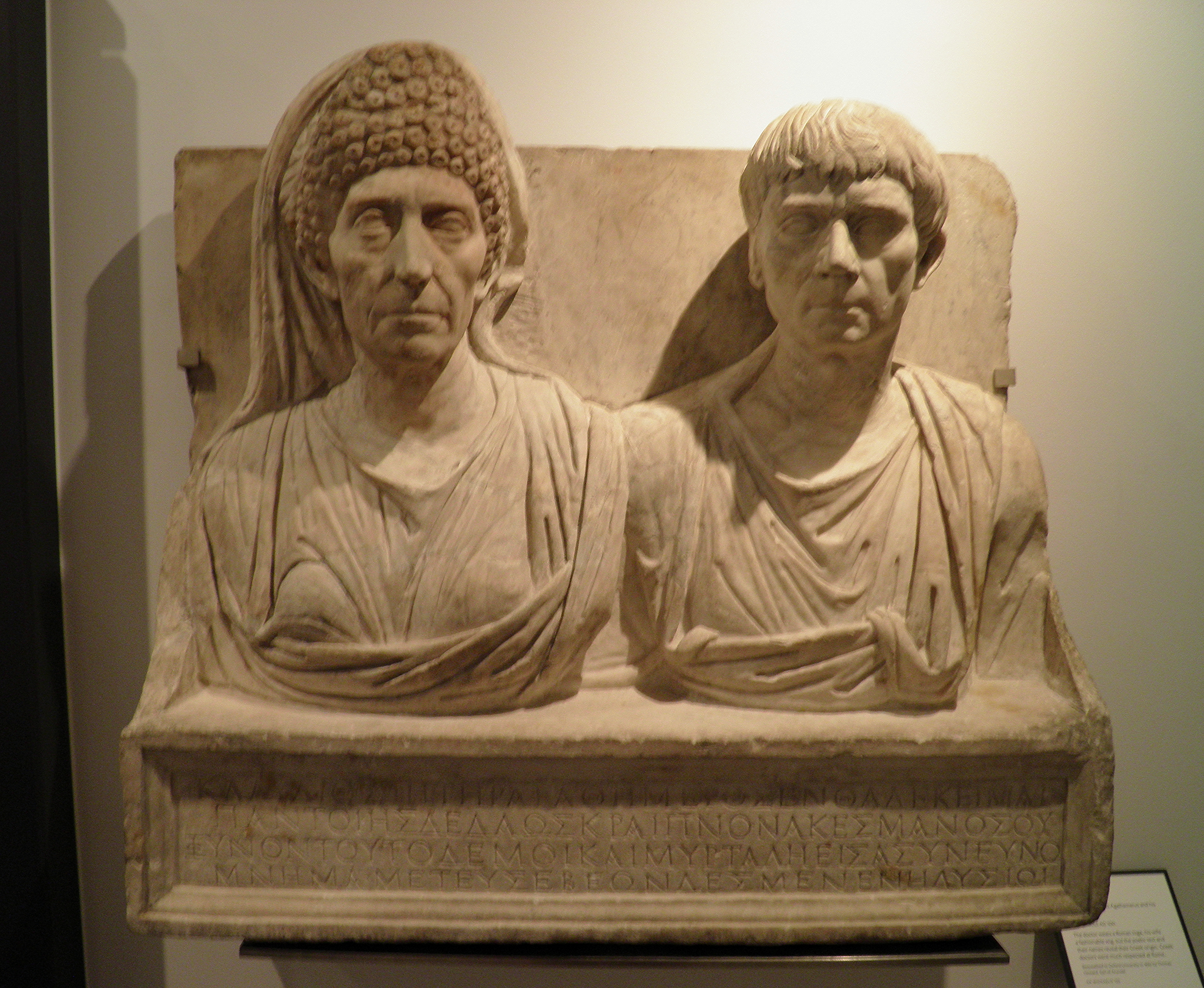
Tombe du médecin Claudius Agathemerus et de sa femme Myrtale, Rome, vers 100.

Proche-Orient, Inde
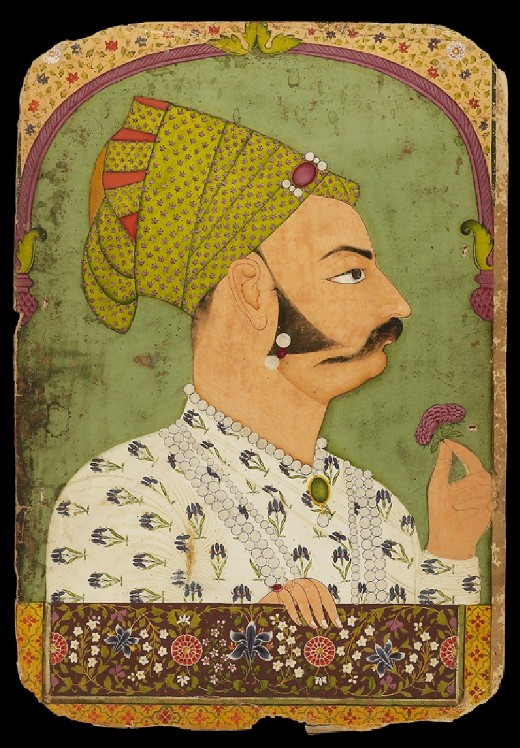
Mahārāja Bakhat Singh de Nagaur, Jodhpur, vers 1735.
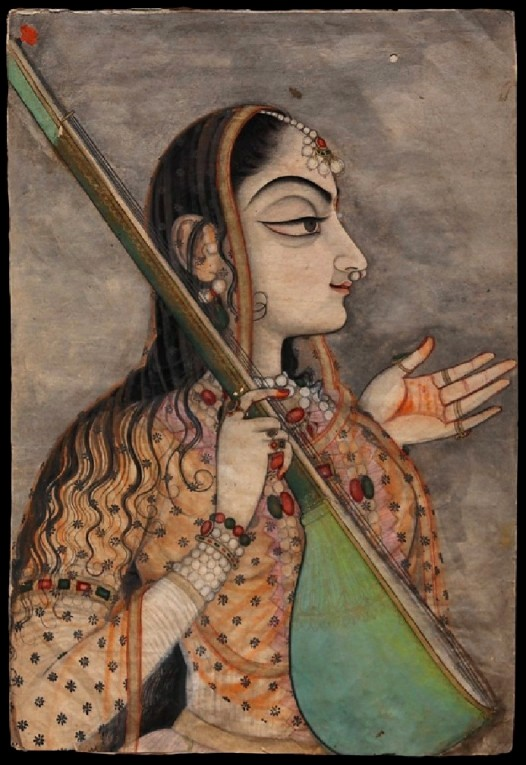
A lady singing, gouache et or sur papier, Rajasthan, 1740-1745.

## Récentes acquisitions

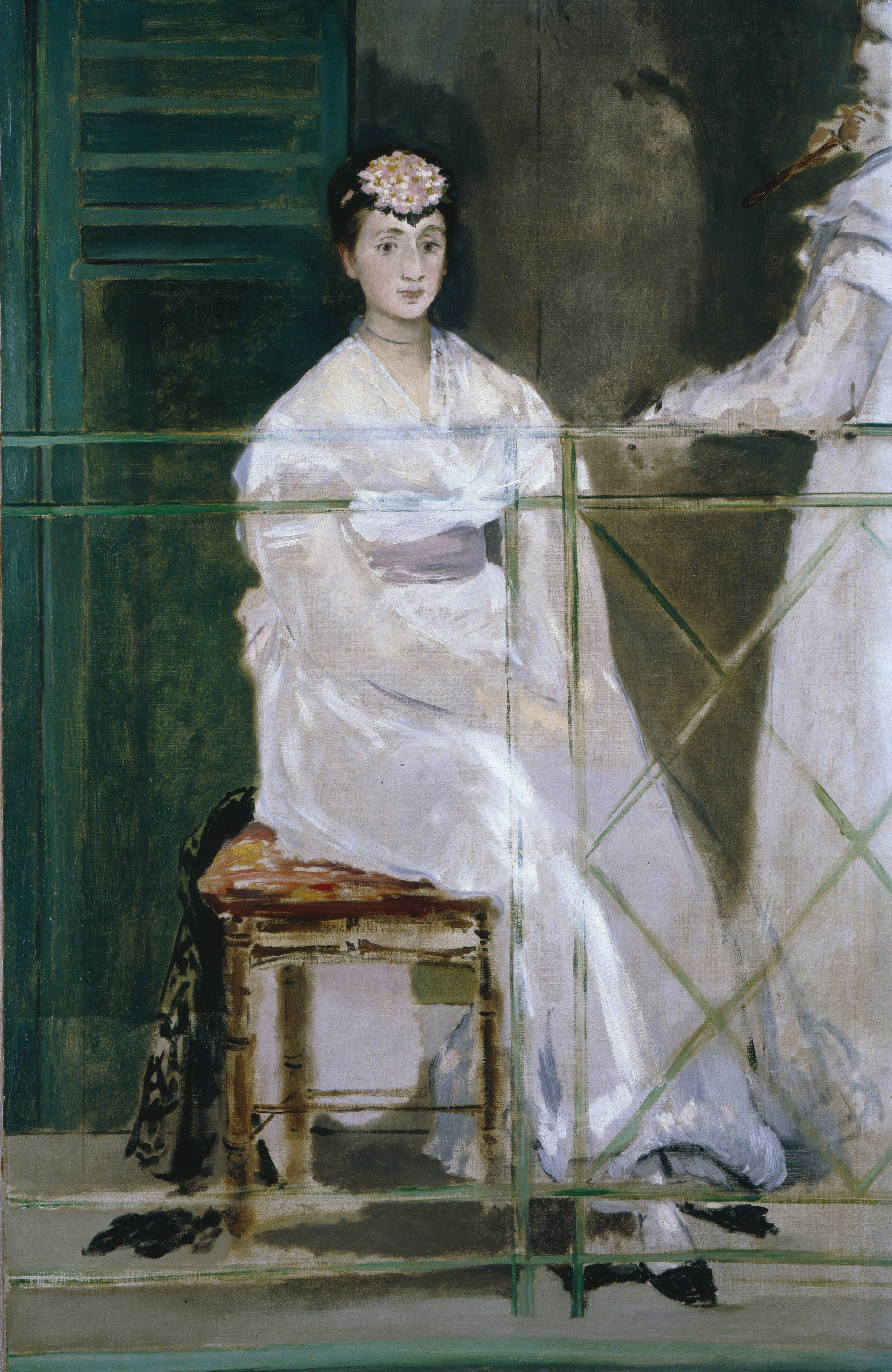
Édouard Manet, Portrait de Mademoiselle Claus, 1868.

En 2012, le musée a acquis le Portrait de Mademoiselle Claus, peint par Édouard Manet en 1868, grâce à une souscription publique de 7,83 millions de livres, afin d'éviter l'exportation du tableau, bloquée par le Reviewing Committee on the Export of Works of Art (RCEWA).
Fin 2012, une importante collection d'orfèvrerie d'époque Renaissance, a été léguée au musée, par le bijoutier londonien Michael Wellby, et en particulier :
- Un bol en lapis-lazuli, monté sur or (vers 1608), en provenance des ateliers de Prague, du lapidaire Ottavio Miseroni, (1567-1624)[5]. La monture or a été réalisée par l'orfèvre néerlandais Paulus van Vianen, (1570-1614).
- Une coupe en lapis-lazuli, en provenance de l'atelier milanais de Gasparo Miseroni, (vers 1560), monture sur argent et émail, effectuée à Paris vers 1640[6].

## Vol

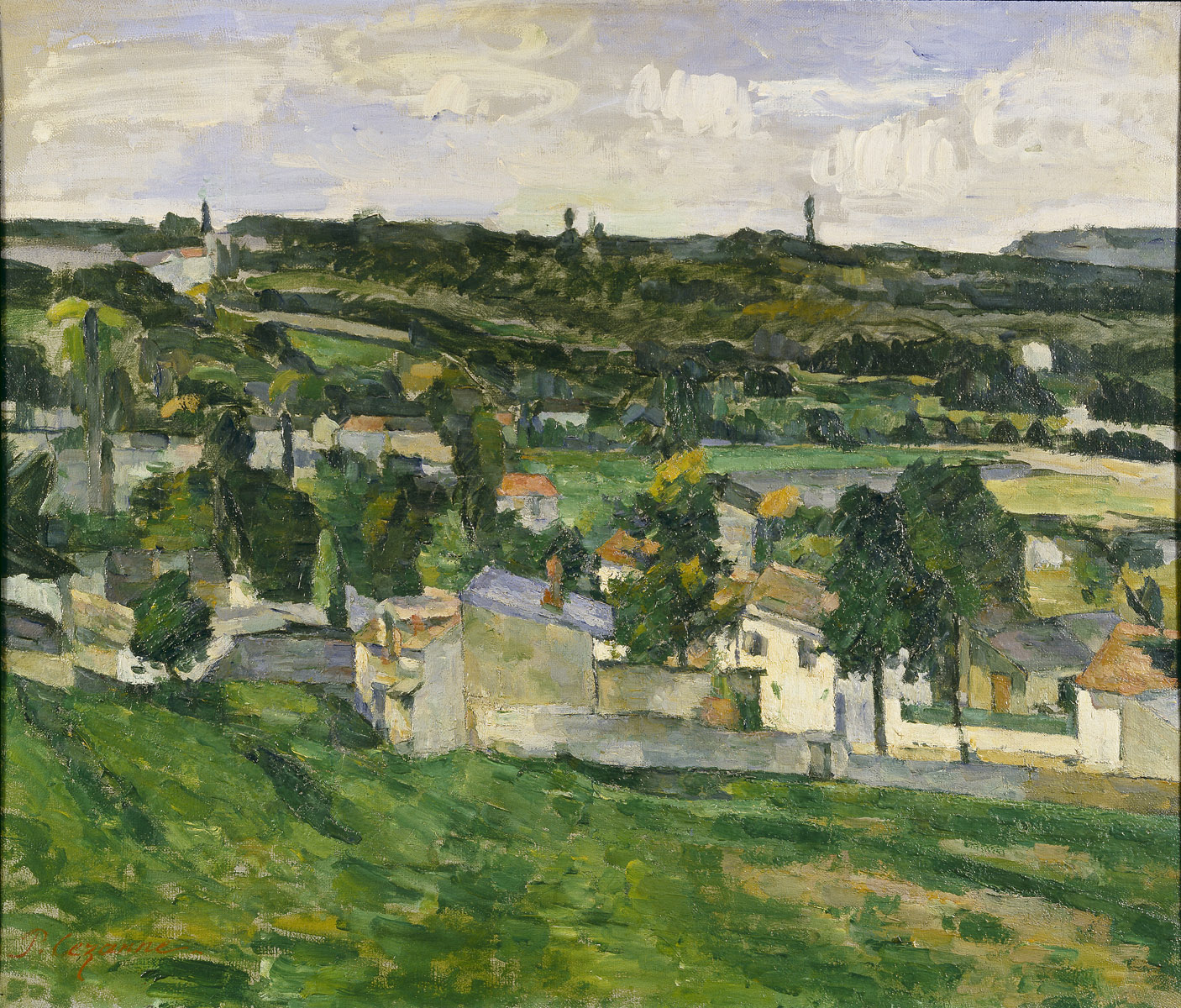
Paul Cézanne, Paysage d'Auvers-sur-Oise (tableau volé)

Le 31 décembre 1999, pendant le feu d'artifice qui a accompagné la célébration du millénaire, des voleurs ont utilisé l'échafaudage se trouvant devant un bâtiment attenant pour monter sur le toit du musée et dérober un tableau de Paul Cézanne : Paysage d'Auvers-sur-Oise. Estimée à 3 millions de livres sterling, la peinture a été décrite comme une œuvre importante, illustrant la transition vers la maturité de la peinture de Cézanne.
Comme les voleurs ont ignoré d'autres œuvres importantes dans la même salle d'exposition, et que depuis lors le tableau n'a pas été mis en vente, le musée estime que le vol a été organisé pour honorer une commande.
Ce tableau est recensé sur le site internet spécialisé du FBI, (FBI Top Ten Art Crimes - Art Crime Team), qui recense les œuvres d'art importantes volées et recherchées. Le musée est ouvert tous les jours de 10h00 à 17h00.

## Dans les représentations
- Le musée sert de décor à la bande dessinée Le Serment des cinq Lords de la série « Blake et Mortimer » (2012).